# Бугэй Дзюхаппан
Бугэй Дзюхаппан (яп. 武芸十八, «18 боевых искусств») — набор боевых техник и искусств, используемых самураями Японии в эпоху Токугава. Мастерское владение этими искусствами считалась неотъемлемой частью бусидо. Концепция была сформирована Хироямой Гёдзо (яп. 平山 行蔵, 1759 — 1828) и основывалась на более ранних Китайских традициях.

## Список искусств

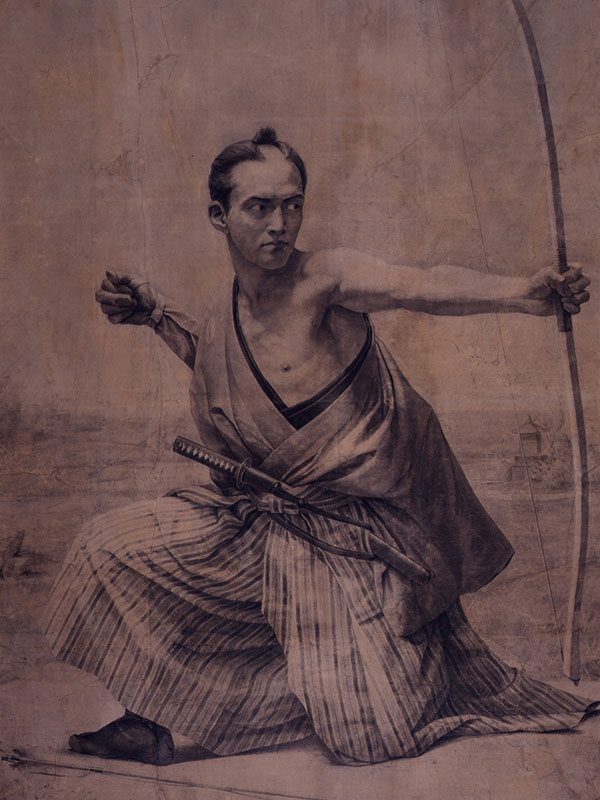
1. Кюдзюцу

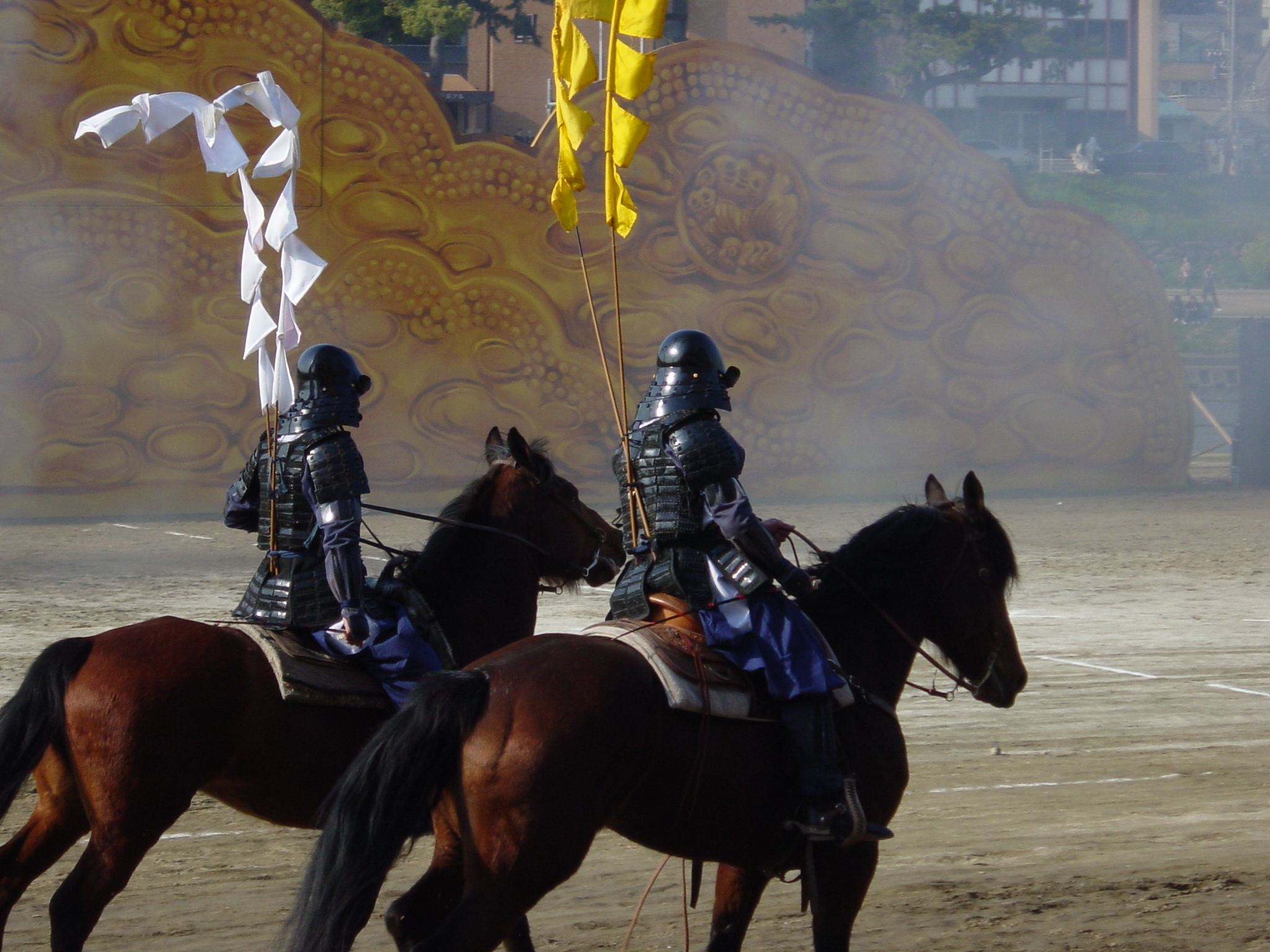
2. Бадзюцу

Бугэй Дзюхаппан представляет собой комбинацию местных Японских и зарубежных (в основном Китайских) боевых приёмов и тактик. Списки «восемнадцати боевых искусств» определялись основным вектором развития японской военной мысли и модифицировались в зависимости от временных и географических условий (в частности, принадлежности к какой-либо конкретной провинции). Различные источники приводят разные варианты Бугэй Дзюхаппан даже для одного исторического периода. Обычно описываются следующие искусства:
1. Кюдзюцу (яп. 弓術) — искусство владения стрельбой из лука;
2. Бадзюцу (яп. 馬術) — искусство верховой езды;
3. Содзюцу (яп. 槍術) — искусство владения копьём;
4. Кэндзюцу (яп. 剣術) — искусство владения мечом;
5. Суйэйдзюцу (яп. 水泳術) — искусство плавания в доспехах;
6. Иайдзюцу (яп. 居合術) — техники извлечения меча из ножен;
7. Тантодзюцу (яп. 短刀術) — искусство владения ножом;
8. Дзиттэдзюцу (яп. 十手術) — борьба при помощи дубинки;
9. Сюрикэндзюцу (яп. 手裏剣術) — искусство метания сюрикэнов;
10. Фукибаридзюцу (яп. 含針術) — плевки иглами[4];
11. Нагинатадзюцу (яп. 長刀術 или яп. 薙刀術) — искусство владения нагинатой;
12. Ходзюцу (яп. 砲術) — владение огнестрельным оружием;
13. Ходзёдзюцу (яп. 捕縄術) — искусство связывания верёвкой;
14. Дзюдзюцу (яп. 柔術) — искусство безоружного боя;
15. Бодзюцу (яп. 棒術) — искусство боя шестом (бо), Дзёдзюцу (яп. 杖術) — искусство боя палкой, посохом.;
16. Кусаригамадзюцу (яп. 鎖鎌術) — техники применения кусаригама (серпа с цепью);
17. Модзиридзюцу (яп. 錑術, Mojirijutsu) — борьба с колющим оружием[1];
18. Ниндзюцу (яп. 忍術) — искусство шпионажа[5].

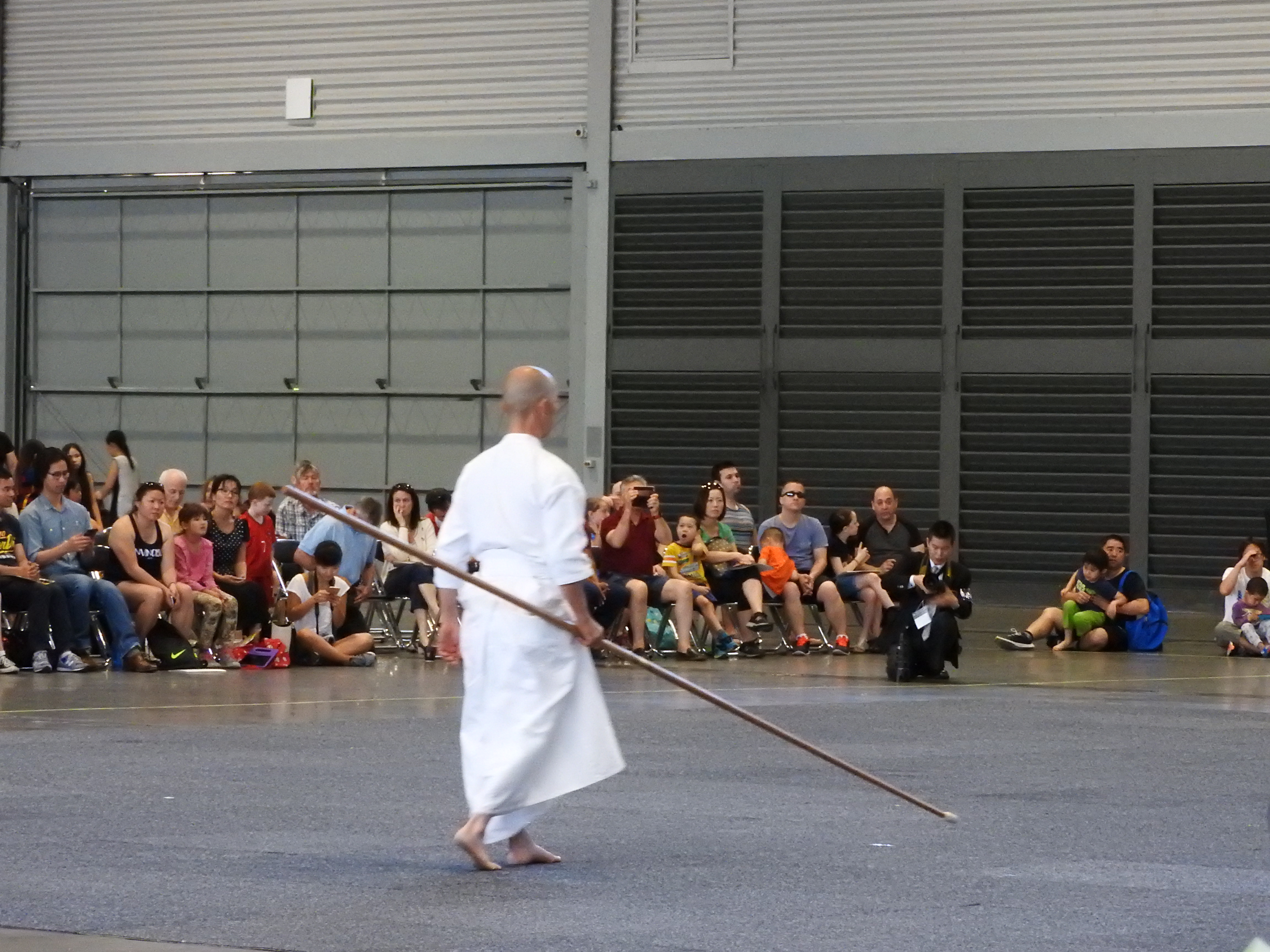
3. Содзюцу
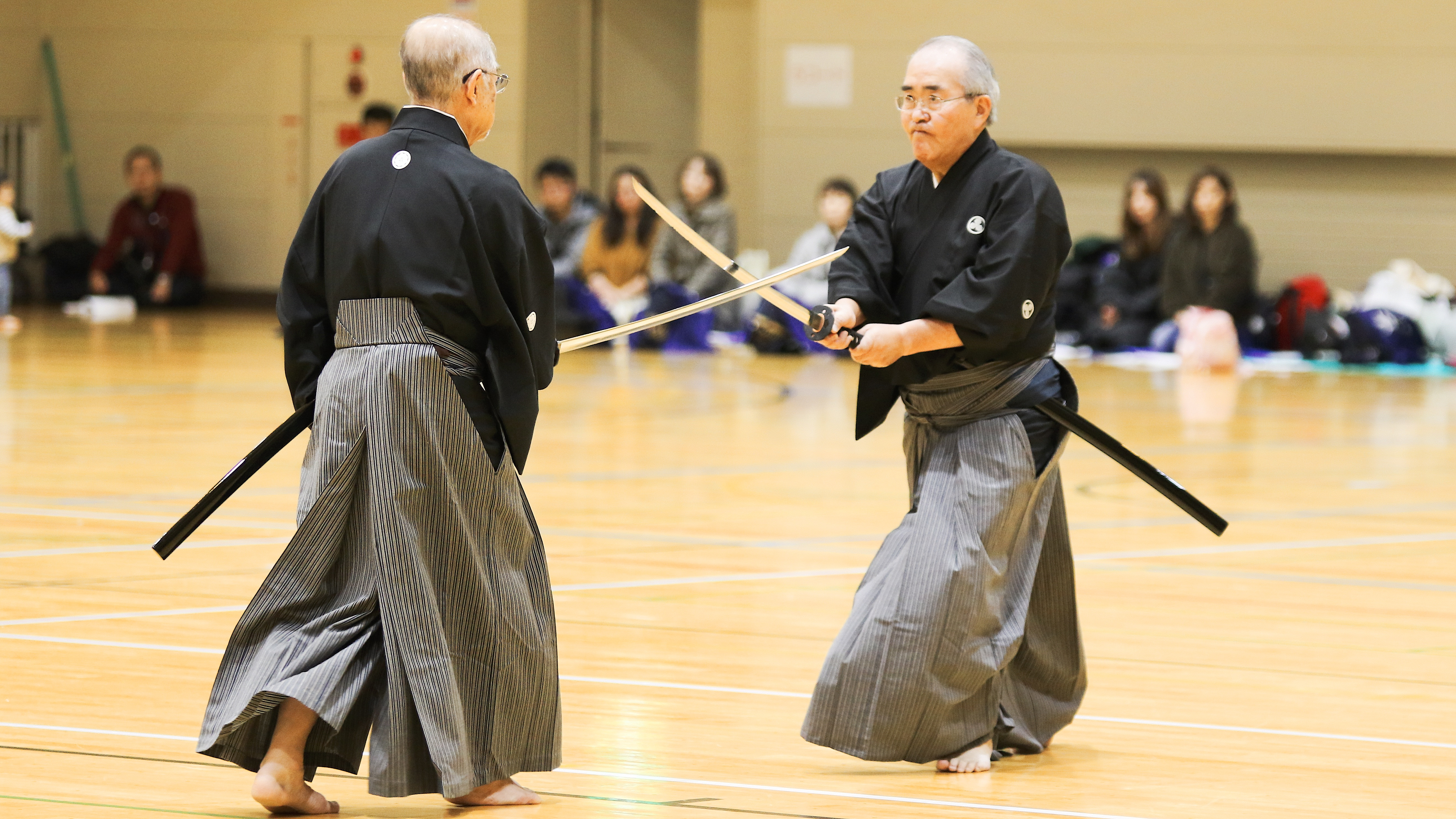
4. Кэндзюцу
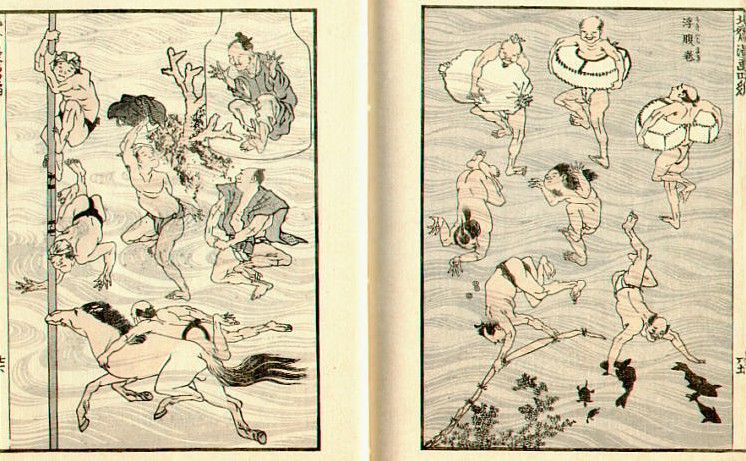
5. Суйэйдзюцу
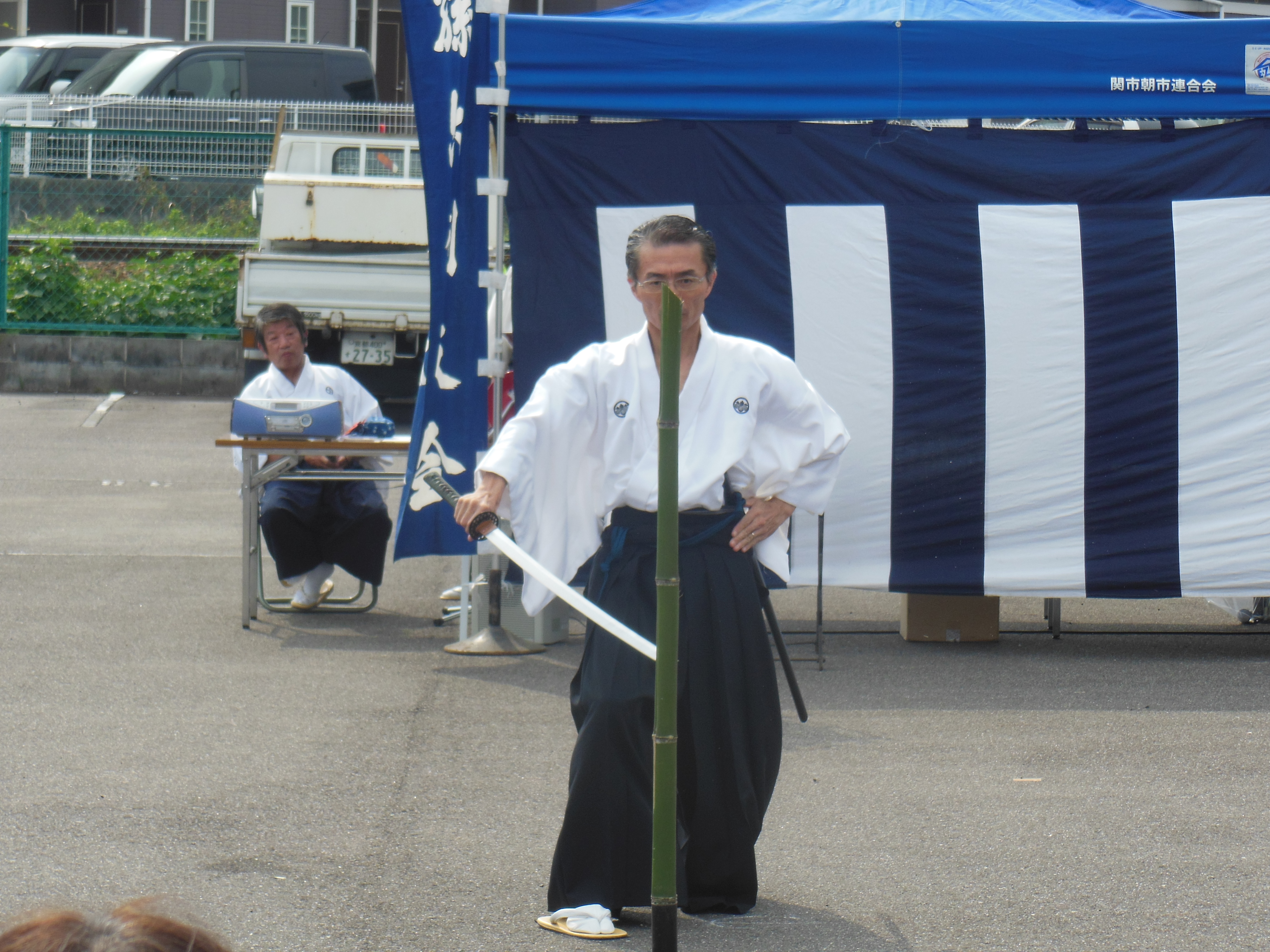
6. Иайдзюцу
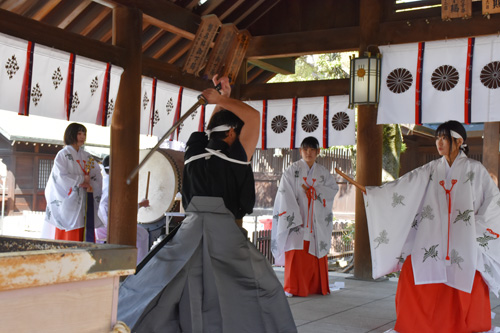
7. Тантодзюцу
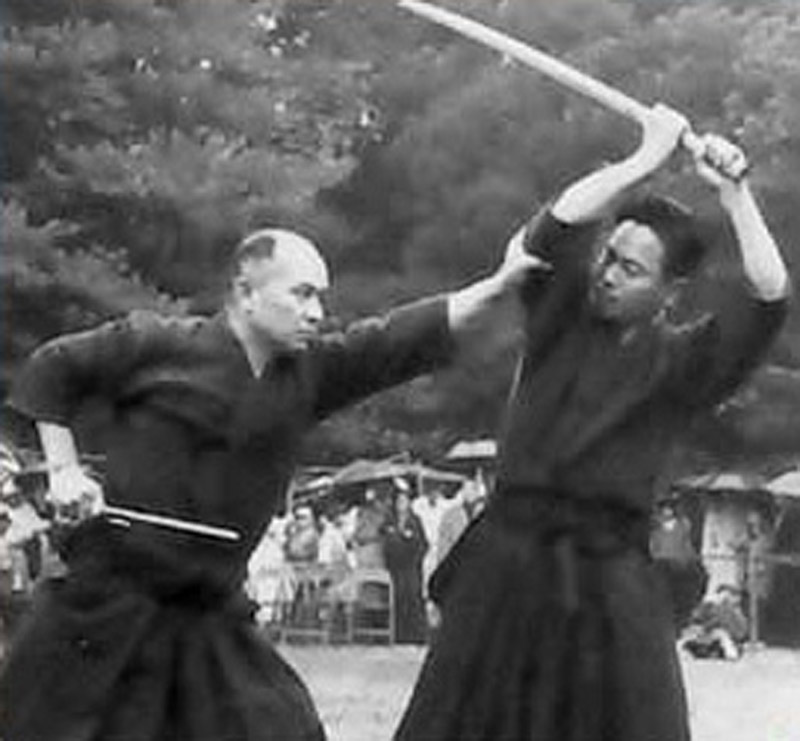
8. Дзиттэдзюцу
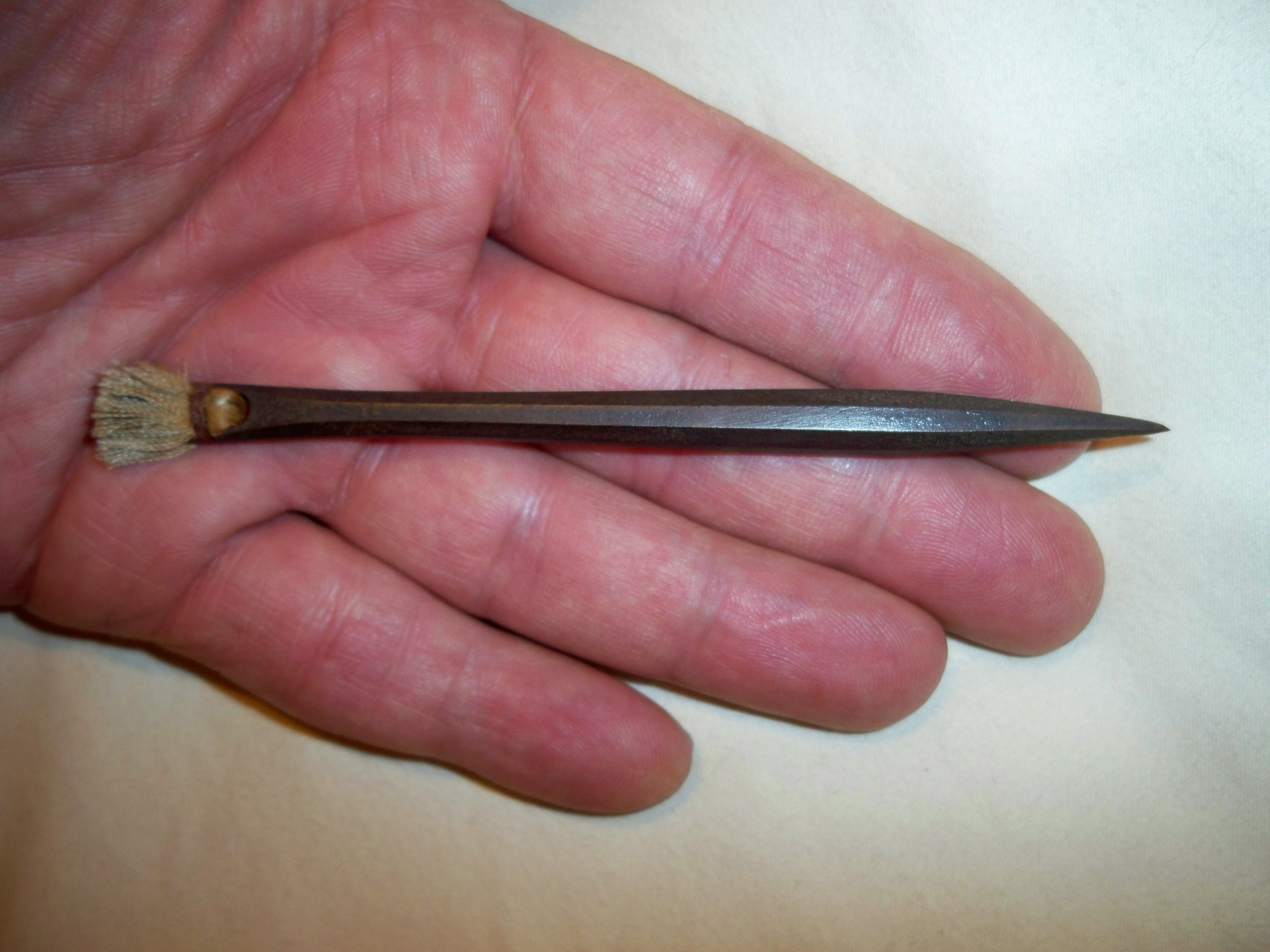
9. Сюрикэндзюцу
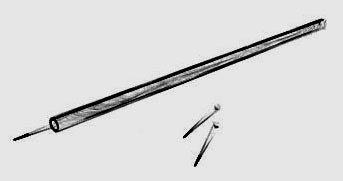
10. Фукибаридзюцу
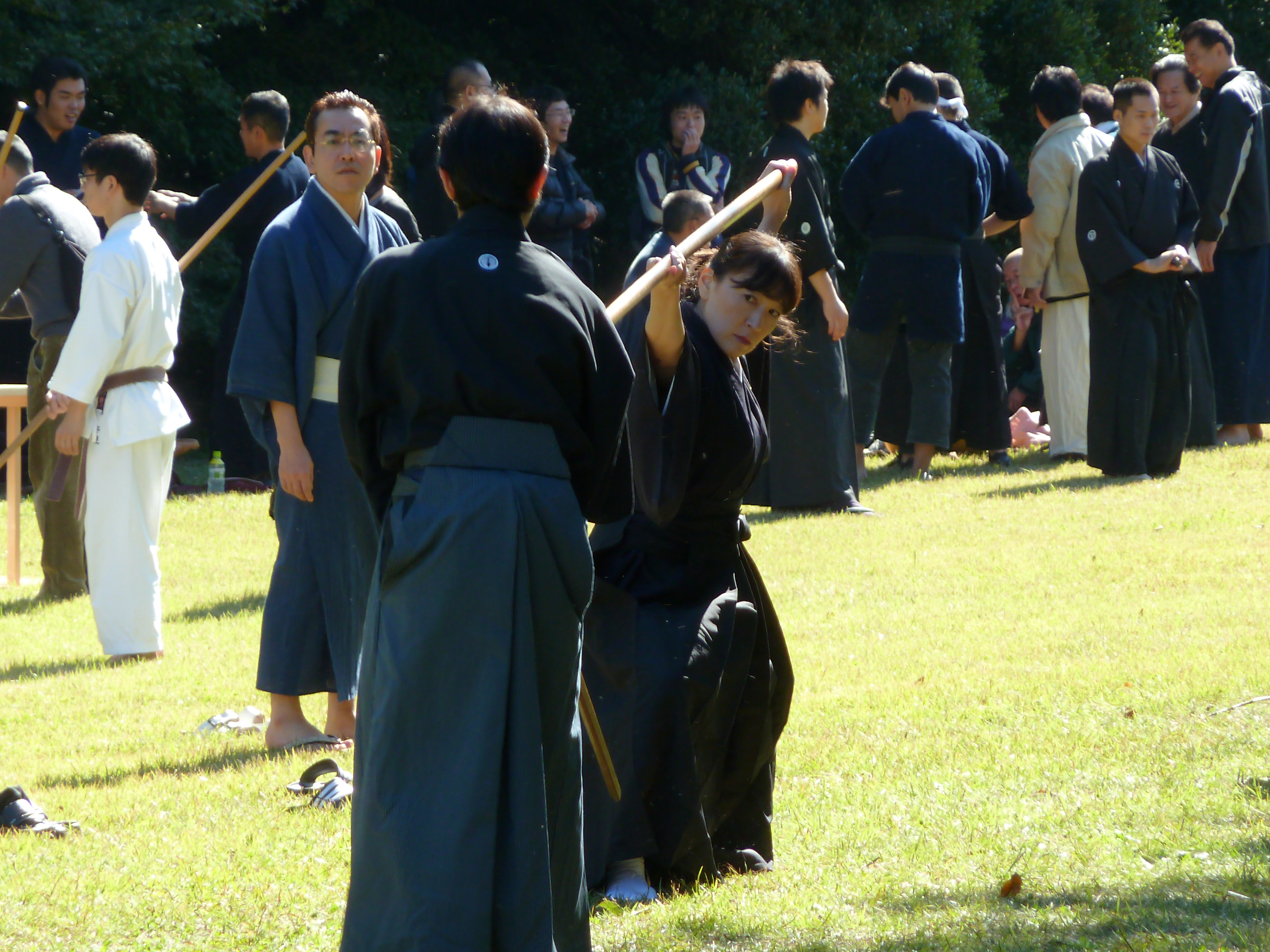
11. Нагинатадзюцу
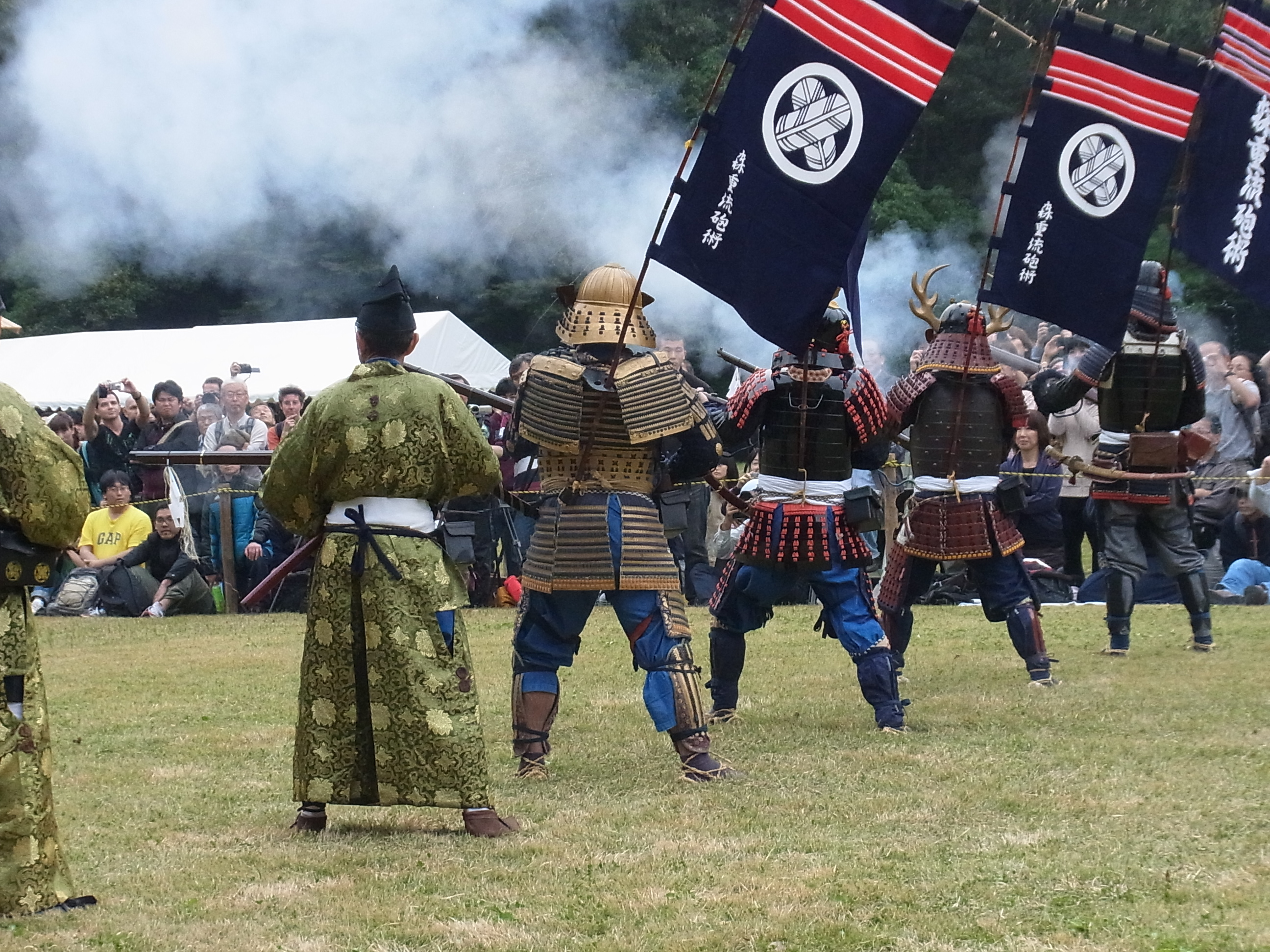
12. Ходзюцу
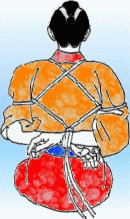
13. Ходзёдзюцу
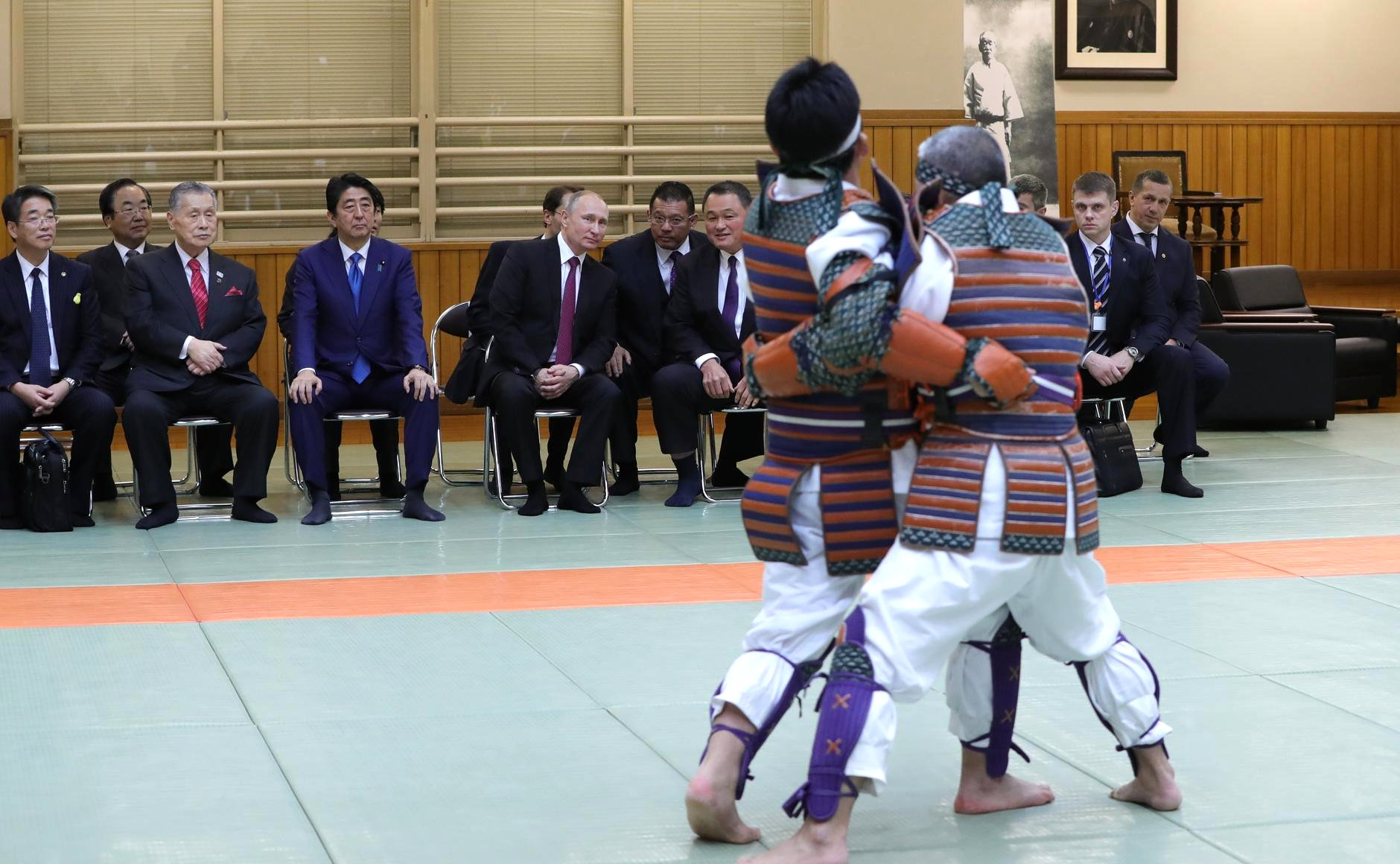
14. Дзюдзюцу
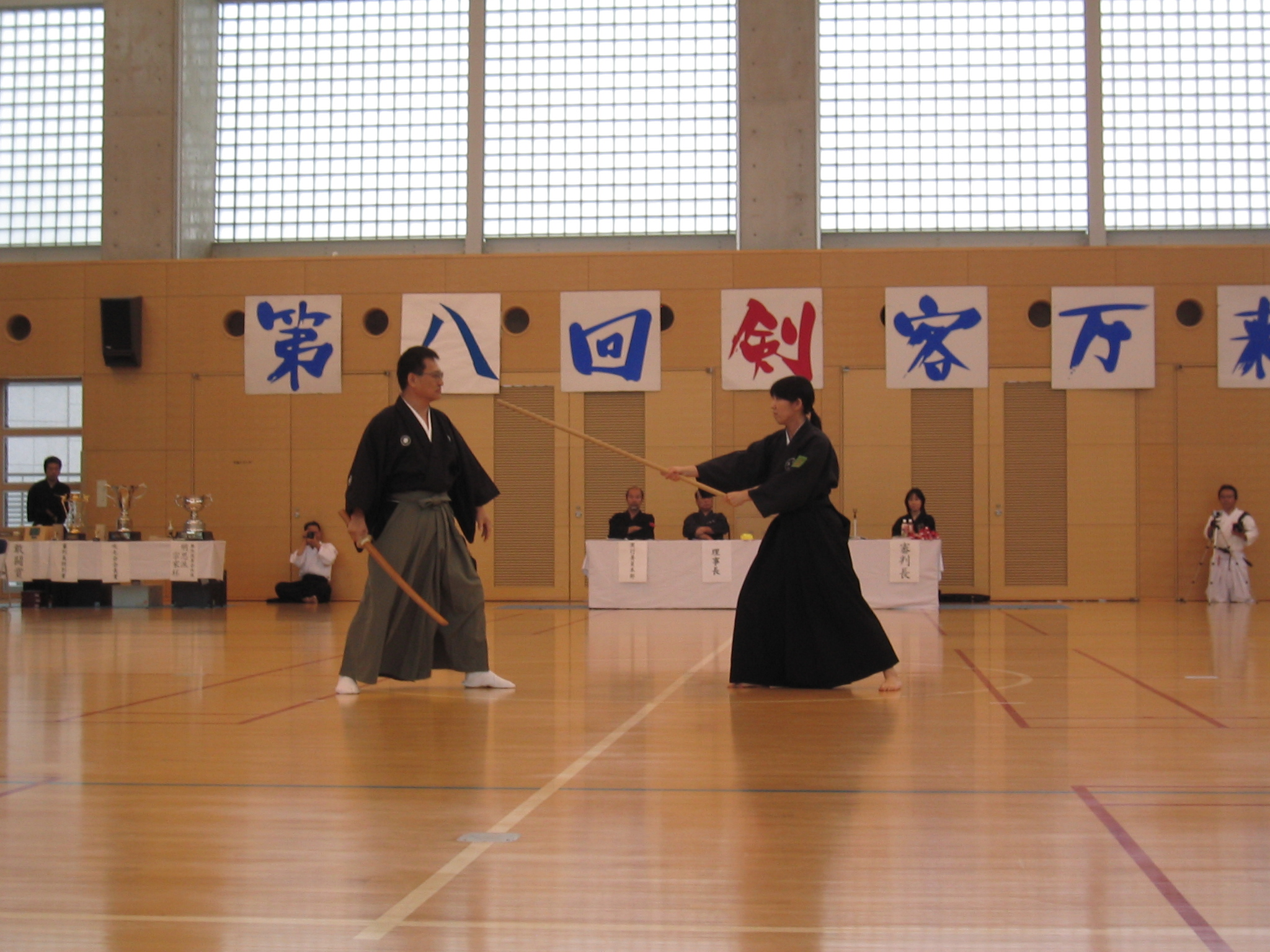
15. Дзёдзюцу
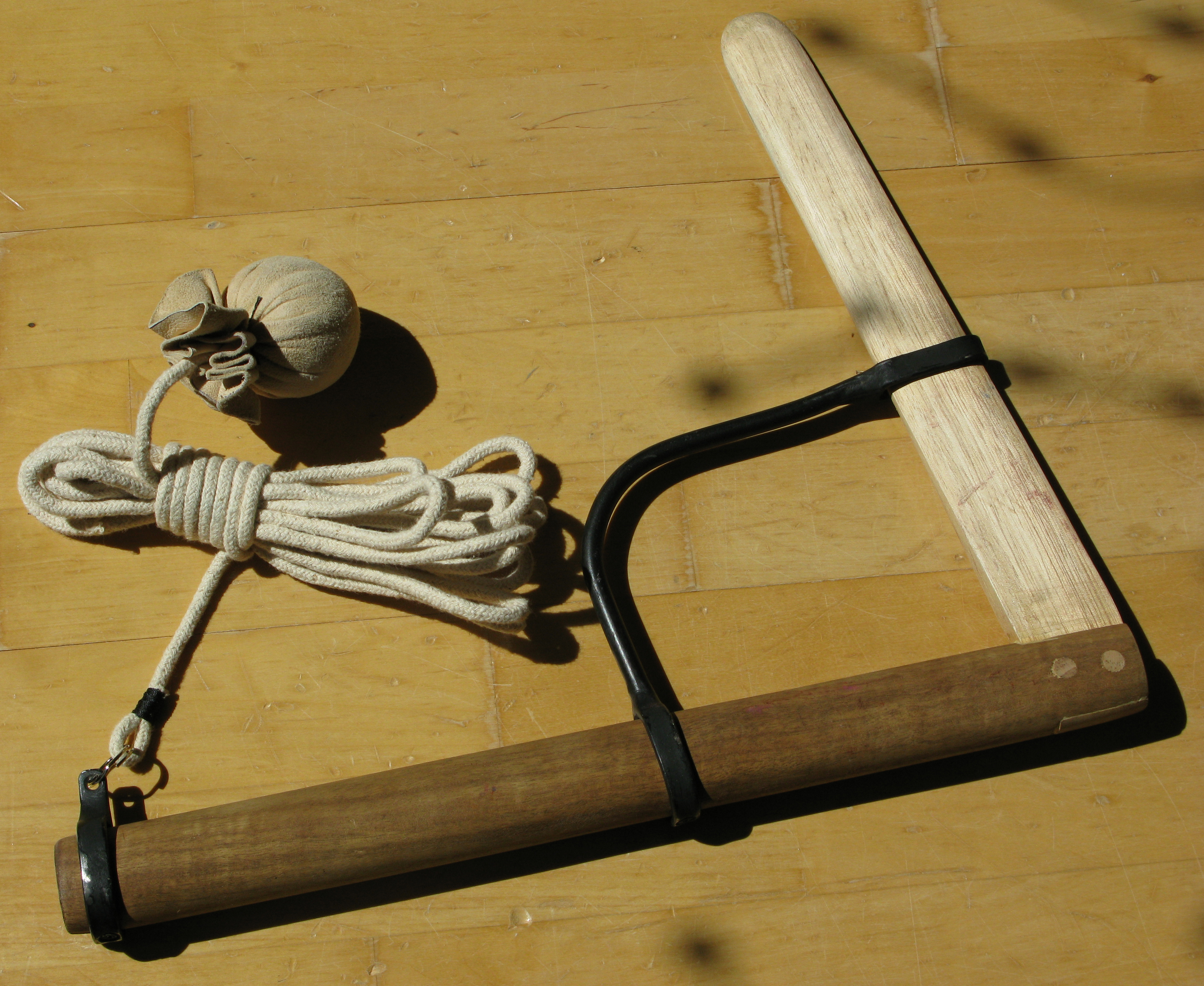
16. Кусаригамадзюцу
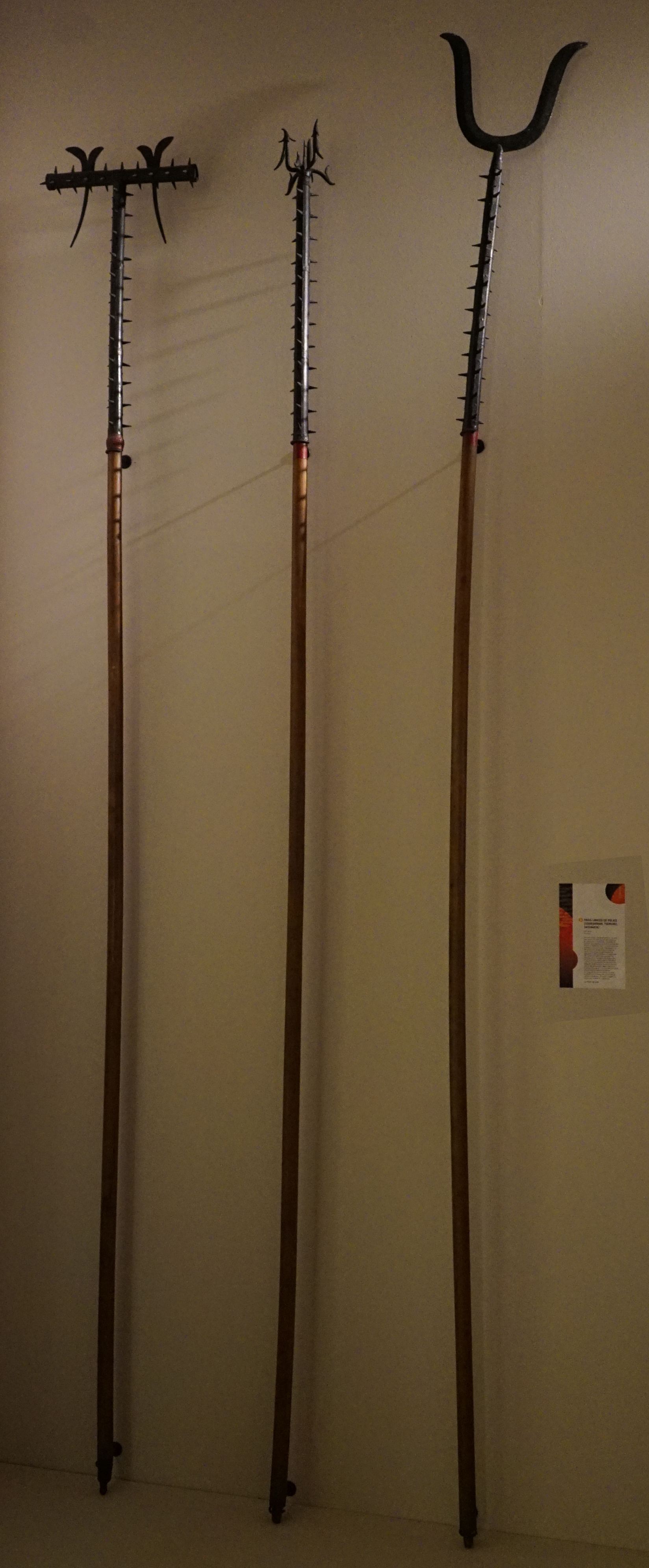
17. Модзиридзюцу
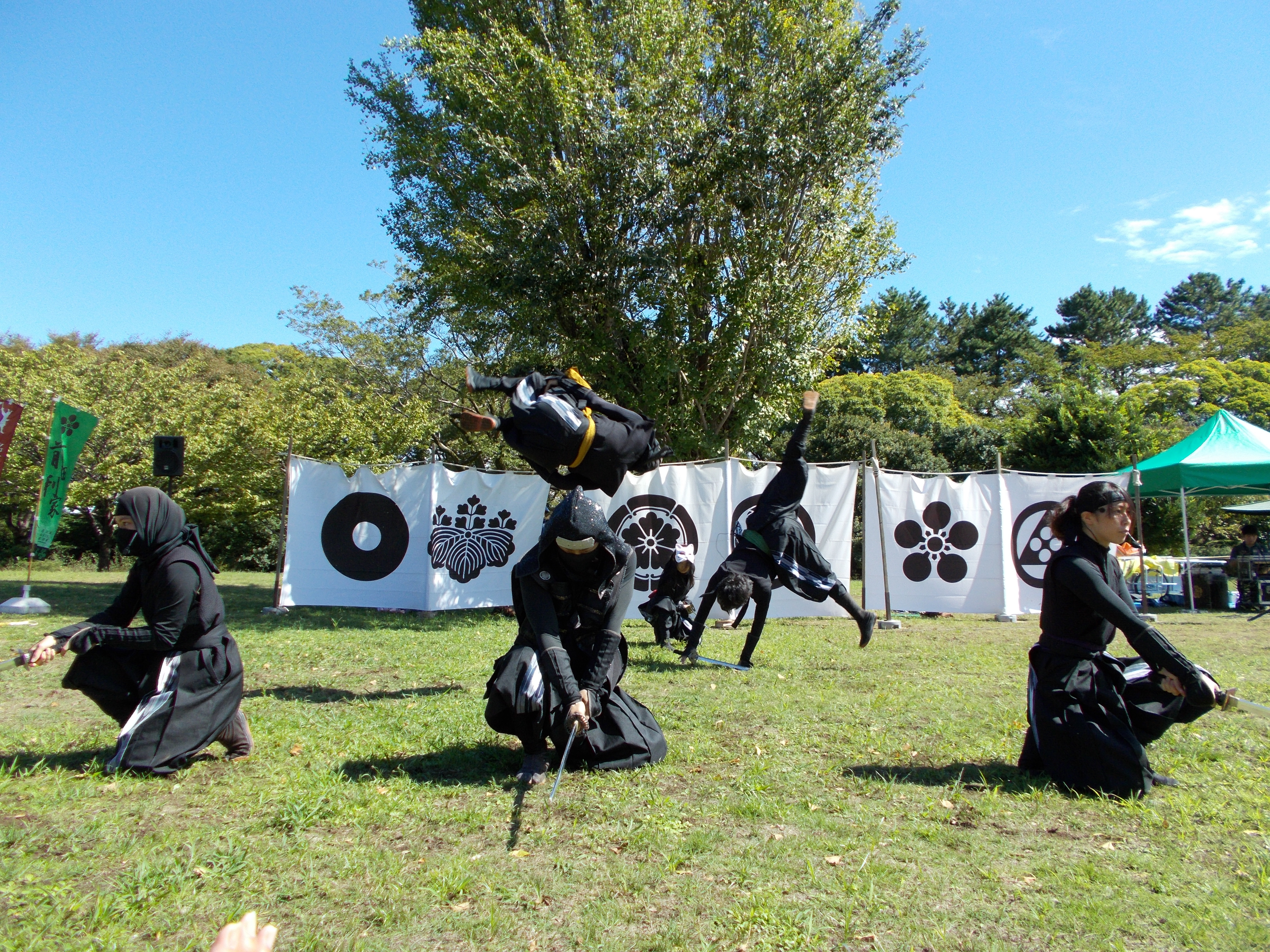
18. Ниндзюцу

Другие искусства, зачастую включаемые в список Бугэй Дзюхаппан:
- Тикудзёдзюцу (яп. 築城術, Chikujojutsu) — искусство фортификации (укрепление строения против осады)[6];
- Ядомэдзюцу (яп. 矢留術, Yadomejutsu) — искусство отбивания летящих предметов;
- Сайминдзюцу (яп. 催眠術) — искусство гипноза[7].